# Marie-Georges Pascal
Pour les articles homonymes, voir Pascal.
Marie-Georges Pascal (née Marie-Georges Faisy le 2 octobre 1946 à Cambrai et morte suicidée le 9 novembre 1985 dans le 19e arrondissement de Paris est une actrice française ayant travaillé à partir de 1970 au cinéma, à la télévision et au théâtre.

## Biographie

### Jeunesse et formation
Marie-Georges Pascal passe une enfance qu'elle qualifiera plus tard de « très dure » et « très triste ». Ses parents, qui rêvent de la voir devenir concertiste, la contraignent dès son plus jeune âge à passer quotidiennement de longues heures à travailler le piano. À seize ans, elle prend ses distances avec un cadre familial trop rigide. Elle est grande et jolie, avec de beaux yeux clairs et des cheveux brun-roux, et trouve assez vite un emploi de mannequin.

### Carrière à l'écran

#### Les années érotiques
Marie-Georges Pascal fait sa première apparition sur grand écran en 1971 avec Les Petites Filles modèles, adaptation très libre du roman de la comtesse de Ségur, que Jean-Claude Roy agrémente d'un érotisme encore bien sage. Elle prête à Camille de Fleurville son sourire et ses « dents du bonheur », son nez retroussé et ses expressions espiègles et donne la réplique à Michèle Girardon, Bella Darvi, François Guérin et Romain Bouteille,. 

En 1972, l'actrice joue dans une série de films érotiques. Le genre, qui connaît sa période faste dans la foulée de la libération des mœurs de l'après 1968, occupe alors une bonne part des écrans et des nouveaux venus dans le cinéma français et s'exporte bien. Si l'actrice accepte de tourner ces films essentiellement pour des raisons « alimentaires », les rôles qu'elle y tient sont tout de même assez consistants pour lui permettre de montrer un réel talent de comédienne capable de camper des personnages très variés. Elle interprète la sœur incestueuse de Je suis frigide... pourquoi ?, une jeune fille naïve dans Les Confidences érotiques d'un lit trop accueillant, avec Bruno Devoldère pour partenaire, ou encore une épouse mal-aimée dans Hausfrauen Report international, une production allemande. Bananes mécaniques doit peut-être aux conditions précaires de son tournage  l'impression de vitalité et de liberté qui s'en dégage. Le film reflète bien l'esprit de son époque et le succès est au rendez-vous puisque plus d'un million de spectateurs vient assister aux aventures de ces cinq filles délurées. 

On la retrouve en 1973 dans un petit rôle au côté de Francis Huster dans L'Histoire très bonne et très joyeuse de Colinot trousse-chemise, le dernier film tourné par Brigitte Bardot, ainsi que dans Gross Paris, une comédie de Gilles Grangier construite autour du duo Roger Pierre-Jean-Marc Thibault. Quand les filles se déchaînent, qui mêle sexe et action autour d'un spectacle de cascades automobiles, vient clore une période « rose » que l'actrice souhaite vite oublier. Quand sort en salle Rêves  pornos en juin 1975, la déferlante « hardcore » est en passe de chasser des écrans l'érotisme « soft » qui triomphait quelques mois auparavant et Marie-Georges Pascal exerce désormais ailleurs son talent.

#### Le succès à la télévision
L'actrice est absente des plateaux de cinéma pendant trois ans. Si on la retrouve encore sur grand écran en 1975, c'est avec un film tourné deux ans plus tôt La Rage au poing, film-choc sur la jeunesse de banlieue écrit et interprété par Tony Gatlif. C'est maintenant grâce à la télévision qu'elle peut espérer être reconnue d'un public plus large. 

Si elle ne fait qu'une modeste apparition sur le petit écran en 1972 dans La Mort d'un champion, c'est dans un rôle principal qu'elle s'impose deux ans plus tard avec le succès de Le Dessous du ciel. Le premier épisode de la série est diffusé le 11 octobre 1974 sur la deuxième chaîne juste avant 20 heures. Marie-Georges Pascal incarne Joëlle, une jeune fille qui se passionne pour le parachutisme, et a pour partenaires principaux Gérard Chambre, Patrick Verde et Pierre Brice. La présence au générique de ce dernier, connu dans les pays germaniques pour avoir incarné l'indien Winnetou au cinéma dans les années soixante, permet à la série d'être également bien accueillie lorsqu'elle est diffusée de l'autre côté du Rhin en 1976. L'année suivante, elle retrouve un rôle important dans Pilotes de courses, un feuilleton du même format, toujours pour la deuxième chaîne. Après la reconnaissance populaire, l'actrice s'offre une longue parenthèse théâtrale. 

En 1977, elle est Julie de Colineau du Val, amoureuse malheureuse du héros dans D'Artagnan amoureux, une mini-série en cinq parties réalisé par Yannick Andréi, tiré du roman de Roger Nimier et inspiré de l'œuvre d'Alexandre Dumas. On la verra par la suite dans deux téléfilms en costumes (Quand flambait le bocage et Madame de Sévigné : Idylle familiale avec Bussy-Rabutin), dans la série Par-devant notaire, et surtout, en 1980, dans Le Scandale, segment de dix épisodes de la série La Vie des autres, interpréter Audrey Caldwell, l'héroïne. On la retrouvera encore dans La Double Vie de Théophraste Longuet, une adaptation par Jean-Claude Carrière et Yannick Andrei de l'œuvre de Gaston Leroux, tenant le rôle de Dame Jane de Montfort, accorte représentante du surprenant peuple Talpa.

#### Le retour sur grand écran
Tourné pendant l'hiver 1977, Les Raisins de la mort lui offre son plus grand rôle au cinéma. Jean Rollin, qui dirige ce film de commande, dispose pour une fois de moyens suffisants pour s'offrir le concours de « vrais » comédiens. Marie-Georges Pascal est donc la tête d'affiche de cette distribution qui mêle à des acteurs confirmés (Serge Marquand, Félix Marten, Paul Bisciglia) quelques nouveaux venus (Brigitte Lahaie, Mirella Rancelot et Patrice Valota). Elle incarne Élisabeth, une jeune femme livrée à elle-même dans une contrée ravagée par une étrange maladie provoquée par l'emploi d'un pesticide et qui sombre peu à peu dans la folie. Rollin, qui n'est pas de son propre aveu un grand directeur d'acteur, se félicite de la docilité de ses acteurs et de la performance de sa vedette,. Malgré un nombre restreint de salles et une campagne de promotion quasi nulle, le film réalise un nombre d'entrées satisfaisant. La critique reste, dans l'ensemble, plutôt sceptique. Considéré comme le premier film gore français, il continue néanmoins, plus de trente ans après sa sortie, de fédérer à travers le monde les amateurs de  zombies et ceux de Jean Rollin et assure à sa protagoniste une certaine visibilité internationale.

Brigade mondaine sort un mois après Les Raisins de la mort,. Dans ce thriller, qui reprend les personnages et les recettes éprouvées par Michel Brice dans sa série de romans, elle incarne Peggy, photographe de charme et rabatteuse pour un réseau de prostitution. Ces prestations ne suffisent pourtant pas à l'installer plus solidement sur les grands écrans. Cauchemar, de Noël Simsolo, lui offre encore un rôle significatif, mais passe inaperçu et au début des années 1980, on la retrouve surtout à la télévision et au théâtre. 

En 1983, Jean-Pierre Desagnat lui confie le rôle de Lydie Vignal dans Rouge marine, un épisode de la série policière Les Cinq Dernières Minutes, et lui offre sa dernière apparition au cinéma (un tout petit rôle de deux répliques) dans Flics de choc. Quand, emboîtant le pas à Mylène Demongeot, elle sort à la fin de « sa scène », c'est pour ne plus reparaître sur les écrans.

### Carrière sur les planches

#### Les années 1970
C'est à Robert Hossein que la jeune comédienne doit de faire ses débuts au théâtre en 1970 avec La neige était sale, une adaptation pour la scène par Frédéric Dard du roman éponyme de Georges Simenon. Elle figure en bonne place dans une distribution qui rassemble entre autres Jacques Castelot, Robert Dalban et Pascale Rivault,. Si l'actrice tourne beaucoup pour le cinéma en 1972, elle n'en délaisse pas pour autant la scène et on peut l'applaudir au Théâtre des Variétés aux côtés de Pauline Carton, Dora Doll et de Robert Vattier dans Madame Pauline, une comédie musicale de Darry Cowl d’après la pièce La Maison de Zaza de Gaby Bruyère.

Entre 1974 et 1977, Marie-Georges Pascal passe beaucoup de temps sur les planches, tenant le plus souvent des rôles importants. On la voit avec Christian Marin et François Guérin dans Duos sur canapé, le nouveau succès de Marc Camoletti, reprenant le rôle de Bubble créé quelques mois plus tôt par Martine Kelly. Passant de la comédie à la tragédie, on la retrouve dans Le Cid, mis en scène par Michel Le Royer pour sa toute nouvelle Compagnie Recherche et Tradition. Elle interprète ensuite Ismène dans l' Antigone dirigée par Nicole Anouilh
dont la première a lieu le 18 septembre 1975 au Théâtre des Mathurins. Elle y a Annick Blancheteau (Antigone) et Michel Auclair (Créon) pour partenaires. En 1977, au Théâtre national de Chaillot, elle participe à la création de Transit, l'adaptation française de Just wild about Harry, la seule pièce écrite par Henry Miller, jouant le rôle de Jeanie aux côtés de Michel Fortin dans une mise en scène de François Joxe.

#### Les années 1980
En 1980, Marie-Georges Pascal interprète une jeune femme brisée et vouée à la solitude dans Soir de grève d'Odile Ehret. En 1981 elle est Hélène, la « colombe », la « godiche », dans le vaudeville de Labiche Un chapeau de paille d'Italie monté par Guy Kayat pour le Théâtre 71 de Malakoff. L'année est faste pour la comédienne qui, en incarnant Estelle Rigault dans Huis clos de Jean-Paul Sartre, tient peut-être son plus grand rôle sur les planches. Dirigée par Georges Wilson, elle succède à Nicole Calfan à l'occasion de la tournée Herbert-Karsenty et fait face à Daniel Gélin qui joue Garcin,. Elle retrouve également Jean Anouilh qui codirige avec Roland Piétri la création de sa dernière « pièce farceuse », Le Nombril, avec Bernard Blier en vedette. Ces tournées lui offrent de beaux rôles et sont bien rémunérées mais l'éloigne de Paris et des tournages. Au début de l'année 1985, elle est une fois encore sur la route avec Les affaires sont les affaires, mise en scène par Pierre Dux. La comédie de mœurs d'Octave Mirbeau lui donne l'occasion d'interpréter une figure annonciatrice de l'émancipation féminine au XXe siècle, celle de la très volontaire et très libre Germaine Lechat.

## Théâtre
- 1970 : La neige était sale de Georges Simenon et Frédéric Dard, m.e.s. Robert Hossein, Théâtre de l'Œuvre, tournée Herbert-Karsenty : Minna
- 1972 : La Maison de Zaza / Madame Pauline, comédie musicale d'après Gaby Bruyère, m.e.s. Darry Cowl, Théâtre des Variétés : Fleur-de-Pêcher
- 1974 : Duos sur canapé de Marc Camoletti, m.e.s. Marc Camoletti, Théâtre Michel : Bubble
- 1975 : Le Cid de Pierre Corneille, m.e.s. Michel Le Royer, Cie Recherche et Tradition, Théâtre Montansier de Versailles, tournée : Chimène
- 1975 : Antigone de Jean Anouilh, m.e.s. Nicole Anouilh, Théâtre des Mathurins : Ismène
- 1976 : Boeing Boeing de Marc Camoletti, m.e.s. Christian-Gérard, Comédie Caumartin : Judith
- 1977 : Transit d'Henry Miller, adaptation de Georges Belmont et Hortense Chabrier, m.e.s. François Joxe, Cie Le Chantier Théâtre, Théâtre national de Chaillot : Jeanie
- 1978 : Boeing Boeing de Marc Camoletti, m.e.s. Christian-Gérard, Comédie Caumartin : Judith
- 1979 : Les Femmes savantes de Molière, m.e.s. Jean Térensier, Théâtre de la Renaissance :
- 1979 : Boeing Boeing de Marc Camoletti, m.e.s. Christian-Gérard, Comédie Caumartin : Judith
- 1980 : Duos sur canapé de Marc Camoletti, m.e.s. Marc Camoletti, Théâtre Michel : Bubble
- 1980 : Soir de grève d'Odile Ehret, m.e.s. Virgil Tanase, Théâtre du Croq'Diamants : la femme
- 1981 : Un chapeau de paille d'Italie d'Eugène Labiche et Marc-Michel, m.e.s. Guy Kayat, Cie Charbonnier-Kayat, Théâtre 71 de Malakoff : Hélène
- 1982 : Huis clos  de Jean-Paul Sartre, m.e.s. Georges Wilson, Théâtre des Mathurins, tournée Herbert-Karsenty : Estelle Rigault
- 1983 : Le Nombril de Jean Anouilh, m.e.s. Jean Anouilh et Roland Piétri, tournée Herbert-Karsenty : Joséphine
- 1983 : Le Nombril de Jean Anouilh, m.e.s. Jean Anouilh et Roland Piétri, tournée du Théâtre de l'Œuvre : Joséphine
- 1985 : Les affaires sont les affaires d'Octave Mirbeau, m.e.s. Pierre Dux, Théâtre Renaud-Barrault, tournée Herbert-Karsenty : Germaine Lechat

## Filmographie

### Cinéma
- 1971 : Les Petites Filles modèles de  Jean-Claude Roy : Camille de Fleurville
- 1972 : Je suis frigide... pourquoi ? (ou Comment le Désir vient aux filles) de Max Pécas : Carla Chambon
- 1973 : C'est la queue du chat qui m'électrise (Hausfrauen Report international) de Ernst Hofbauer : Janine
- 1973 : Les Infidèles de Christian Lara : une fille chez Sophie
- 1973 : Bananes mécaniques de Jean-François Davy : Marie-Georges
- 1973 : Les Confidences érotiques d'un lit trop accueillant de Michel Lemoine : Noëlle
- 1973 : L'Histoire très bonne et très joyeuse de Colinot trousse-chemise de Nina Companeez : une suivante de Rosemonde
- 1974 : Quand les filles se déchaînent de Guy Maria : Mylène
- 1974 : Gross Paris de Gilles Grangier :
- 1975 : La Rage au poing d'Éric Le Hung : Christine
- 1978 : Les Raisins de la mort de  Jean Rollin : Élisabeth
- 1978 : Brigade mondaine de Jacques Scandelari : Peggy
- 1980 : Cauchemar de Noël Simsolo : Lydia
- 1983 : Flics de choc de Jean-Pierre Desagnat : l'assistante de la « maîtresse »

### Télévision
- 1972 : La Mort d'un champion, téléfilm d'Abder Isker, première partie : la fausse Jane au téléphone
- 1972 : La Mort d'un champion, téléfilm d'Abder Isker, seconde partie : l'infirmière
- 1974 : Le Dessous du ciel, série télévisée en vingt-quatre épisodes de Roger Gillioz : Joëlle Gavarnier
- 1975 : Pilotes de courses, série télévisée en vingt-six épisodes de Robert Guez : Brigitte Ducel
- 1976 : Le Milliardaire, téléfilm de Robert Guez : Cécile Fabre-Simmons
- 1977 : D'Artagnan amoureux, mini-série en cinq épisodes de Yannick Andréi : Julie de Colineau du Val
- 1977 : Minichroniques, de René Goscinny et Jean-Marie Coldefy (épisode La Croisière) : la jeune femme de rêve
- 1978 : Quand flambait le bocage, téléfilm de Claude-Jean Bonnardot : Madame de Montsorbier
- 1979 : La Résidence du bonheur, épisode de la mini-série télévisée Par-devant notaire, de Jean Laviron : Minouche
- 1979 : Madame de Sévigné : Idylle familiale avec Bussy-Rabutin, téléfilm de Gérard Pignol et Jacques Vigoureux : Louise de Bussy
- 1980 : Le Scandale, segment en dix épisodes de la série télévisée La Vie des autres, de Jean-Pierre Desagnat : Audrey Caldwell
- 1981 : La Double Vie de Théophraste Longuet, épisode Le Trésor, de Yannick Andréi : Jane de Montfort
- 1983 : Rouge marine, épisode de la série télévisée Les Cinq Dernières Minutes de Jean-Pierre Desagnat : Lydie Vignal

### Images d'archives
- 1975 : Rêves pornos (ou Le Dictionnaire de l'érotisme) de Max Pécas (scène extraite de Je suis frigide... pourquoi ?, rôle de Carla Chambon)
- 1999 : Eurotika !, série documentaire d'Andy Stark et Pete Tombs : 
  - épisode n°1 Vampires and Virgins: The Films of Jean Rollin (images extraites de Les Raisins de la mort)
  - épisode n°9 Is there a Doctor in the House: Medicine gone bad (images extraites de Je suis frigide... pourquoi ?)
  - épisode n°10 I am a Nymphomaniac: Erotic Films of Max Pécas (images extraites de Je suis frigide... pourquoi ?)
- 2007 : La Nuit des horloges de Jean Rollin (images extraites de Les Raisins de la mort, rôle d'Élisabeth)
- 2007 : Le cinéma interdit (Das geheime Kino), court métrage de Michael Wolf (images extraites de Les Raisins de la mort)
- 2008 : Spark of Life, court métrage de Mike Bazanele (images extraites de Les Raisins de la mort)
- 2008 : Grindhouse Universe, (bande-annonce Les Petites Filles modèles)
- 2011 : Jean Rollin, le rêveur égaré, documentaire de Damien Dupont et Yvan Pierre-Kaiser (images extraites de Les Raisins de la mort)
- 2015 : Jean Rollin, être et à voir, documentaire de Jean-Loup Martin (images extraites de Les Raisins de la mort)